# Regagner les plaines
Albums de Pow woW
Comme un guetteur
(1993)
Singles
1. Le Chat
Sortie : 1992
2. Le Lion est mort ce soir
Sortie : 1992
3. Devenir Cheyenne
Sortie : 1993

Regagner les plaines est le premier album du groupe Pow woW sorti en 1992 et certifié disque de diamant en France, correspondant à plus d'un million d'exemplaires vendus.

## Titres
| No  | Titre                              | Durée |
| --- | ---------------------------------- | ----- |
| 1.  | Run On (reprise)                   | 2:24  |
| 2.  | Le Chat                            | 2:51  |
| 3.  | Le Lion est mort ce soir (reprise) | 2:58  |
| 4.  | Devenir Cheyenne                   | 5:02  |
| 5.  | Iko Iko (reprise)                  | 2:40  |
| 6.  | When You Walk                      | 3:40  |
| 7.  | T'as d'la classe                   | 3:42  |
| 8.  | Vaudou                             | 2:29  |
| 9.  | Hey                                | 2:49  |
| 10. | Louie Louie (reprise)              | 3:27  |

## Classement hebdomadaire
| Classement (1992) | Meilleure position |
| ----------------- | ------------------ |
| France (SNEP)     | 1                  |

## Certification
| Pays          | Certifications | Unités certifiées |
| ------------- | -------------- | ----------------- |
| France (SNEP) | Diamant        | 1 000 000         |